# 葛永良
葛永良，是中國一名天文學家。

## 生平
1988年，他与汪琦发现了彗星葛-汪彗星（142P）。他現於中国科学院紫金山天文台工作。